# Maclodio
Maclodio – miejscowość i gmina we Włoszech, w regionie Lombardia, w prowincji Brescia.
Według danych na rok 2004 gminę zamieszkiwały 1232 osoby, 246,4 os./km².